# Thomas Mackenzie

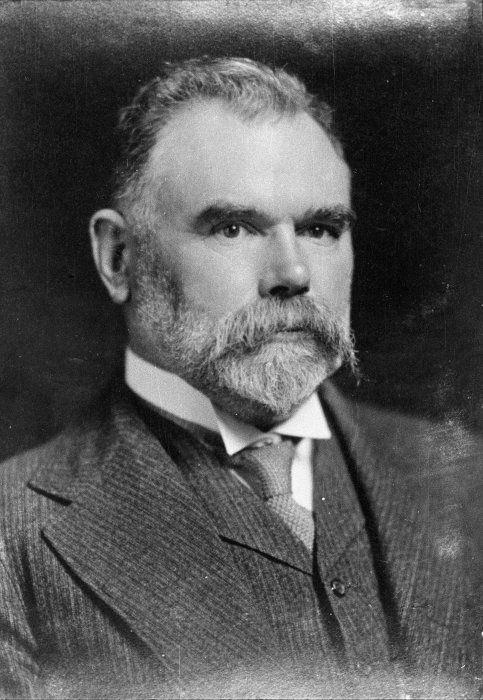
Thomas Mackenzie

Thomas Noble Mackenzie GCMG  (10 de marzo de 1853 – 14 de febrero de 1930) fue un político escocés nacido en Nueva Zelanda y explorador quien ejerció brevemente como el 18.º Primer ministro de Nueva Zelanda en 1912, y más tarde asumió como Alto Comisario de Nueva Zelanda en Londres.

## Primeros años
Mackenzie nació en Edimburgo. Su familia emigró a Nueva Zelanda en 1858 cuando tenía cuatro años y fue educado en la Green Island School y en la Stone School, ambos en Dunedin. Desde joven ha trabajado en la agrimensura, la agricultura y el comercio.

## Miembro del Parlamento
Mackenzie fue elegido al Parlamento de Nueva Zelanda para Clutha en 1887. Dimitió en 1896 para evaluar los mercados británicos para los productos neozelandeses y permaneció en su tierra natal durante tres años. En su regreso a Nueva Zelanda fue elegido nuevamente al Parlamento, para el electorado de Waihemo (1900–1902), Waikouaiti (1902–1908), Taieri (1908–1911) y Egmont (en la Isla Norte) (1911–1912), jamás perdiendo una elección.
Mackenzie era también un destacado explorador. Fue miembro de las expediciones hacia The Catlins (1883), la tierra salvaje entre Milford Sound y Lago Te Anau (1888; descubriendo la Cascada Sutherland), y las Montañas Matterhorn (1888; descubriendo una ruta entre el Lago Manapouri y Hall Arm). Fue la primera persona en tratar de trazar en un mapa, una ruta terrestre hacia Dusky Sound (1894–1896). Cruzó por tierra entre el Lago Te Anau y el Lago Wakatipu en 1907.

## Ministro y Primer ministro
En enero de 1909, fue nombrado Ministro de Industrias y Comercio, Turista y Recursos de Salud, Preservación de Paisaje y en los Departamentos Forestales Estatales en el gobierno de Sir Joseph Ward. En mayo también pasó a ser Ministro de Agricultura con un puesto en el Gabinete. Después fue sucesivamente Ministro de Aduanas, Ministro de Educación y Postmaster-General. En mayo de 1912 sucedió a Ward como Primer ministro y también asumió como Ministro de Tierras. 
El ministerio de Mackenzie fue criticado tanto por la oposición, como los liberales disidentes. El congresista Roderick Mckenzie, declaró que los ministros de Mackenzie eran políticos novatos quienes habían abandonado sus principios liberales y John Millar tendría que haber sido el sucesor de Ward como Primer ministro.[2]
El gobierno de Mackenzie solo sobrevivió hasta julio de 1912 cuando perdió una moción de censura y fue nombrado Alto Comisario en Londres. Se mantuvo en este cargo hasta 1920 y fue delegado de Nueva Zelanda en las conferencias de paz con Austria, Bulgaria y Turquía en 1919, miembro de la Comisión Dardanelles y la Comisión de Tumbas de la Guerra Imperial (más tarde la Comisión de Tumbas de Guerra de la Commonwealth). En marzo de 1921 fue nombrado miembro del Consejo Legislativo de Nueva Zelanda para Otago.

## Últimos años
Fue nombrado Caballero de la Orden de San MIguel y San Jorge (KCMG) en 1916 y promovido a Caballero de la Gran Cruz (GCMG) en 1920.
Su hijo Clutha Mackenzie quién quedó ciego en Gallipoli fue activo trabajador para los que padecían esta discapacidad.
En 1923 apoyó a Ernest Valentine Sanderson en la creación de la Sociedad de Protección de Aves Nativas(más tarde Sociedad Real para la Protección de Bosques y Aves de Nueva Zelanda) y fue el primer Presidente de esta sociedad.
Mackenzie murió en Dunedin en 1930 y fue enterrado en el Cementerio Norte de Dunedin.